# Nanjing Monkey Kings
Les Nanjing Monkey Kings sont une équipe de basket-ball professionnelle chinoise basée à Nankin (ou Nanjing) dans le Jiangsu, qui joue dans la division sud du championnat chinois de basket-ball (CBA). Le club rejoint la ligue avant la saison 2014-2015 en tant que Jiangsu Tongxi Monkey King, après avoir passé ses sept premières campagnes aux niveaux inférieurs de la hiérarchie du basket-ball du pays. L'équipe est renommée Nanjing Tongxi Monkey Kings après la saison 2016-2017 de la CBA.